# Вирсавия за туалетом
«Вирсавия за туалетом» — картина голландского художника Питера Ластмана из собрания Государственного Эрмитажа.
Картина иллюстрирует ветхозаветный сюжет, описанный во Второй книге Царств (11:2—4, 26—27):

Однажды под вечер Давид, встав с постели, прогуливался на кровле царского дома и увидел с кровли купающуюся женщину; а та женщина была очень красива. И послал Давид разведать, кто эта женщина? И сказали ему: это Вирсавия, дочь Елиама, жена Урии Хеттеянина. Давид послал слуг взять её; и она пришла к нему, и он спал с нею. Когда же она очистилась от нечистоты своей, возвратилась в дом свой. Женщина эта сделалась беременною и послала известить Давида, говоря: я беременна.

Изображена обнажённая Вирсавия в окружении двух служанок, одна служанка моет её ноги, вторая — расчёсывает ей волосы. Издали с балкона за ними наблюдает царь Давид. Слева на квадратном каменном блоке сделана подпись художника и дата: PLastman fecit / 1619 (инициалы художника оформлены в виде лигатуры).
Советский искусствовед Ю. И. Кузнецов в своём обзоре голландской живописи XVII века, проводя детальный анализ картины, отмечал:

Чистые локальные цвета переднего плана — красный, фиолетовый, жёлтый и белый — чётко выделяются на тёмном коричневато-зелёном фоне пейзажа. Фигуры и предметы имеют чёткую пластическую моделировку. Кисть художника уверенно лепит формы обнажённого тела, смело подчёркивает складки одежд и мастерски рисует вычурный узор веток кустарника. Исполнение картины отличается строгой продуманностью и основательностью.

Составитель научного каталога голландской живописи в собрании Эрмитажа И. А. Соколова считает, что картина основывается на венецианских образцах и в первую очередь на картине Тинторетто «Вирсавия после купания», находящейся в Лувре. В свою очередь эта работа Ластмана оказала огромное влияние на произведения его учеников и современников. В частности, к ней очень близки картины Рембрандта «Вирсавия за туалетом» из Метрополитен-музея и «Сусанна» из Маурицхёйса, а также работа Герарда Доу «Купальщица» из Эрмитажа. Тот же Рембрандт впоследствии неоднократно использовал образ служанки, расчёсывающей волосы Вирсавии, в своих картинах, например «Товий и Анна с козлёнком» и «Концерт» (обе в Рейксмюсеуме).
Как следует из подписи художника, картина написана в 1619 году; в 1650-е годы она принадлежала Францискусу де ла Бое Сивилусу в Лейдене; в 1666 году числилась в описях собрания лейденца Хендрика Бугге ванн Ринга и после этого её следы теряются более чем на два столетия. В 1796 году картина, возможно, выставлялась на аукцион собрания Якоба ванн дер Лели в Делфте, где была продана за 210 флоринов М. ван Гизену. К началу 1880-х годов картина уже находилась в России и являлась собственностью помещиков Ильиных в Санкт-Петербургской губернии; затем она была в собрании И. Я. Забельского в Санкт-Петербурге, который в 1912 году продал её В. А. Щавинскому. После убийства Щавинского в конце 1924 года картина по завещанию должна была быть передана в Киевский музей искусств, однако вместо этого она была предназначена для продажи за границу и отправлена в контору «Антиквариат». Предполагаемая продажа не состоялась, и с 1929 года картина находится в Эрмитаже, причём первоначально Эрмитаж отказался от картины. Выставляется в здании Нового Эрмитажа в зале 252.